# Хацађел (Хунедоара)
Хацађел (рум. Hățăgel) насеље је у Румунији у округу Хунедоара у општини Денсуш. Oпштина се налази на надморској висини од 381 m.

## Становништво
Према подацима из 2002. године у насељу је живело 234 становника, од којих су сви румунске националности.